# 南满味之素贩卖
南满味之素贩卖株式会社（日语：南満味の素販売株式会社）是曾存在于满洲国奉天市的公司。

## 背景
味之素品牌的味精作为商品，在中国东北的销售始于1914年。当时合资会社铃木商店在日治关东州大连开始了委托销售。此后味之素的销售沿满铁线路延伸，但主要消费者仍为居住在关东州、满铁附属地的日本人。1925年起，铃木商店开始向中国消费者宣传味之素。:56,571929年，张学良曾在会见铃木商店初代社长时表示愿意做味之素的一手代理。:7

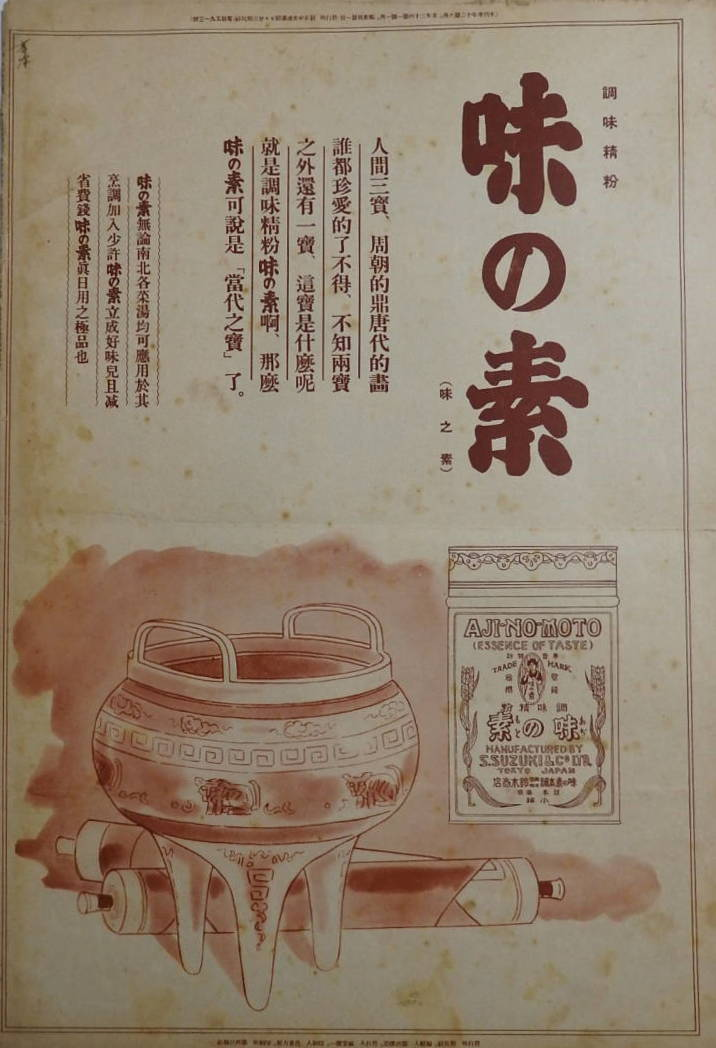
1935年，满洲国《斯民》杂志第2卷第9期上的味之素广告
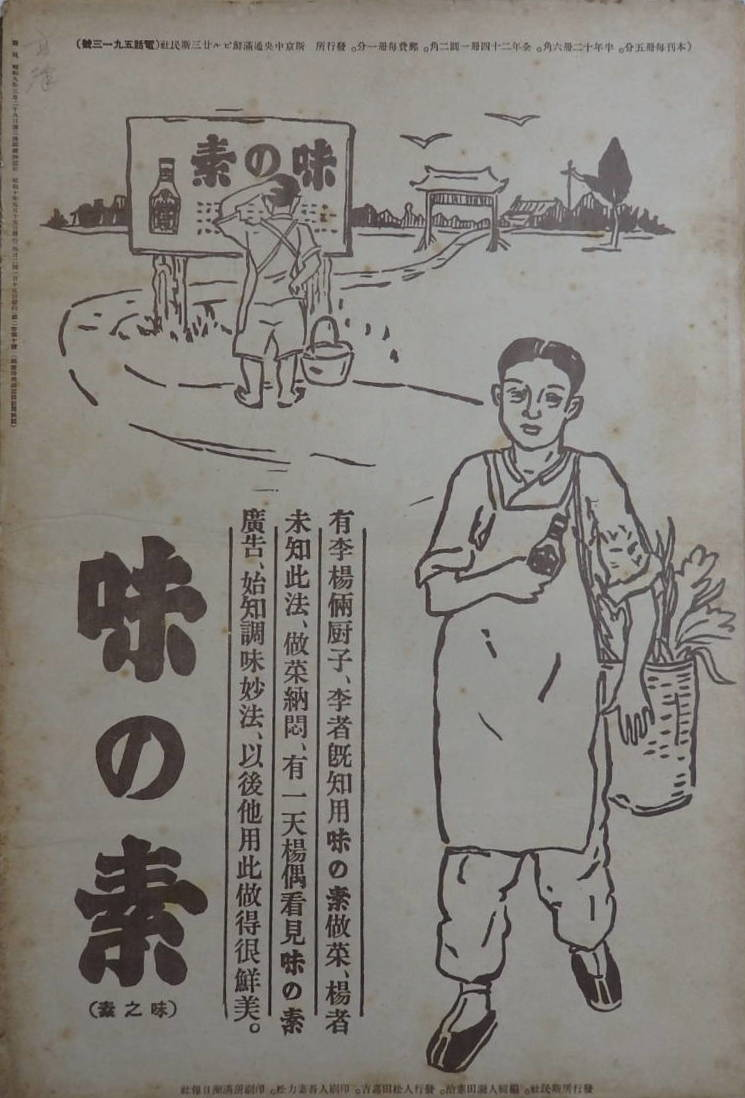
1935年，满洲国《斯民》杂志第2卷第10期上的味之素广告
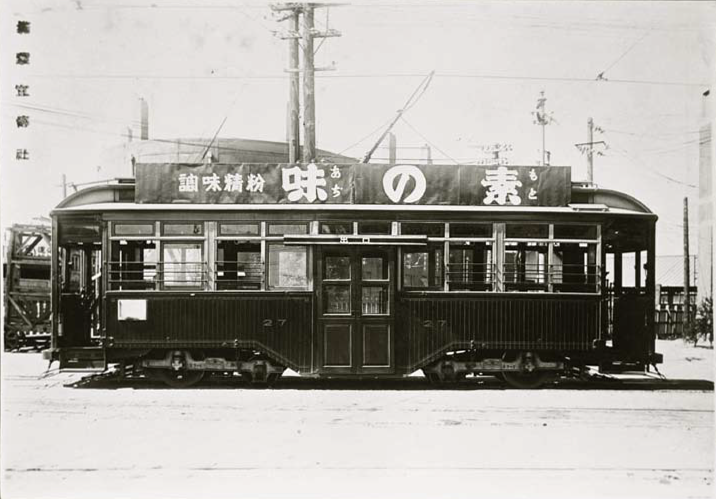
大连有轨电车上的味之素广告

1937年，中国抗日战争全面爆发后，满洲国设立了半官半民的满洲生活必需品株式会社，以统制生活必需品的贩卖。铃木商店为了适应形势，与对流通经济的统制进行对抗，设立了日本法人“满洲味之素配给会社”（満州味の素配給会社），在特约店、指定零售店的配合下进行自治统制，以防止黑市销售，维持销售价格、商品容量。由于满洲味之素配给会社为日本法人，需接受日本和满洲国的双重课税。:57

## 概要
南满味之素贩卖株式会社成立于1939年3月6日，总部位于奉天市琴平町10号。资本金为30万满洲国圆，主营业务为调味料、食品的销售。铃木商店此时设立南满、北满味之素贩卖株式会社，是为了避免日本和满洲国的双重课税。:57:35:966
1942年9月25日，南满味之素贩卖株式会社与总部在哈尔滨的北满味之素贩卖株式会社合并，成为满洲味之素贩卖株式会社（日语：満州味の素販売株式会社）。

## 关联条目
- 满洲农产化学工业株式会社 - 1939年成立于奉天市的味之素制造公司[1]:57,58。中共东北人民政府治下，该公司的奉天工厂被改为辽东省营光华酿造厂的沈阳味素分厂。[8]:14
  - 红梅集团 - 总部位于沈阳市，以原满洲农产化学工业株式会社奉天工厂为前身的味精制造公司。